# Strada statale 435 Lucchese
La ex strada statale 435 Lucchese (SS 435), ora strada regionale 435 Lucchese (SRT 435), è una strada regionale italiana.

## Percorso
La strada ha inizio nel centro abitato di Lucca e prosegue verso est attraversando il territorio comunale di Capannori fino ad arrivare al confine con la provincia pistoiese. Appena entrata lambisce Collodi, frazione di Pescia, ed in sequenza i centri abitati della stessa Pescia, Uzzano, Buggiano e Montecatini Terme.
Qui il percorso incrocia la strada statale 436 Francesca e la strada statale 633 Mammianese-Marlianese prima di uscire dal centro abitato; a questo punto presenta un accesso all'A11 Firenze-Mare in corrispondenza dello svincolo di Montecatini Terme.
Incrocia nuovamente la SS 436 che prosegue verso Pieve a Nievole, mentre la SS 435 devia verso nord-est con percorso parallelo alla stessa A11. Attraversa Serravalle Pistoiese e nei pressi del centro abitato di Pistoia la strada statale 716 Raccordo di Pistoia, prima di terminare all'interno del capoluogo.

## Storia
Per un'estesa di circa 28 chilometri l'arteria ospitò i binari della linea tranviaria Lucca-Monsummano. Questa, a scartamento metrico ed elettrificata in tensione continua a 850 V, si immetteva sulla via Pesciatina all'altezza di Porta Elisa, abbandonandola solo a Montecatini in corrispondenza dell'innesto con la ex Statale 436 dopo Pieve a Nievole. Inaugurata nel 1907, la tranvia fu soppressa nel 1938 nel tratto oltre Pescia e nel 1957 sul restante percorso verso Lucca.
In seguito al decreto legislativo n. 112 del 1998, dal 2001 la gestione della strada è passata dall'ANAS alla Regione Toscana che ha poi devoluto le competenze alla Provincia di Lucca e alla Provincia di Pistoia per le tratte territorialmente competenti.